# Kielmeyera coriacea
Kielmeyera coriacea är en tvåhjärtbladig växtart som beskrevs av Carl Friedrich Philipp von Martius. Kielmeyera coriacea ingår i släktet Kielmeyera och familjen Calophyllaceae.

## Underarter
Arten delas in i följande underarter:
- K. c. glabripes
- K. c. guiaensis
- K. c. intermedia
- K. c. pseudocoriacea
- K. c. pseudotomentosa

## Bildgalleri

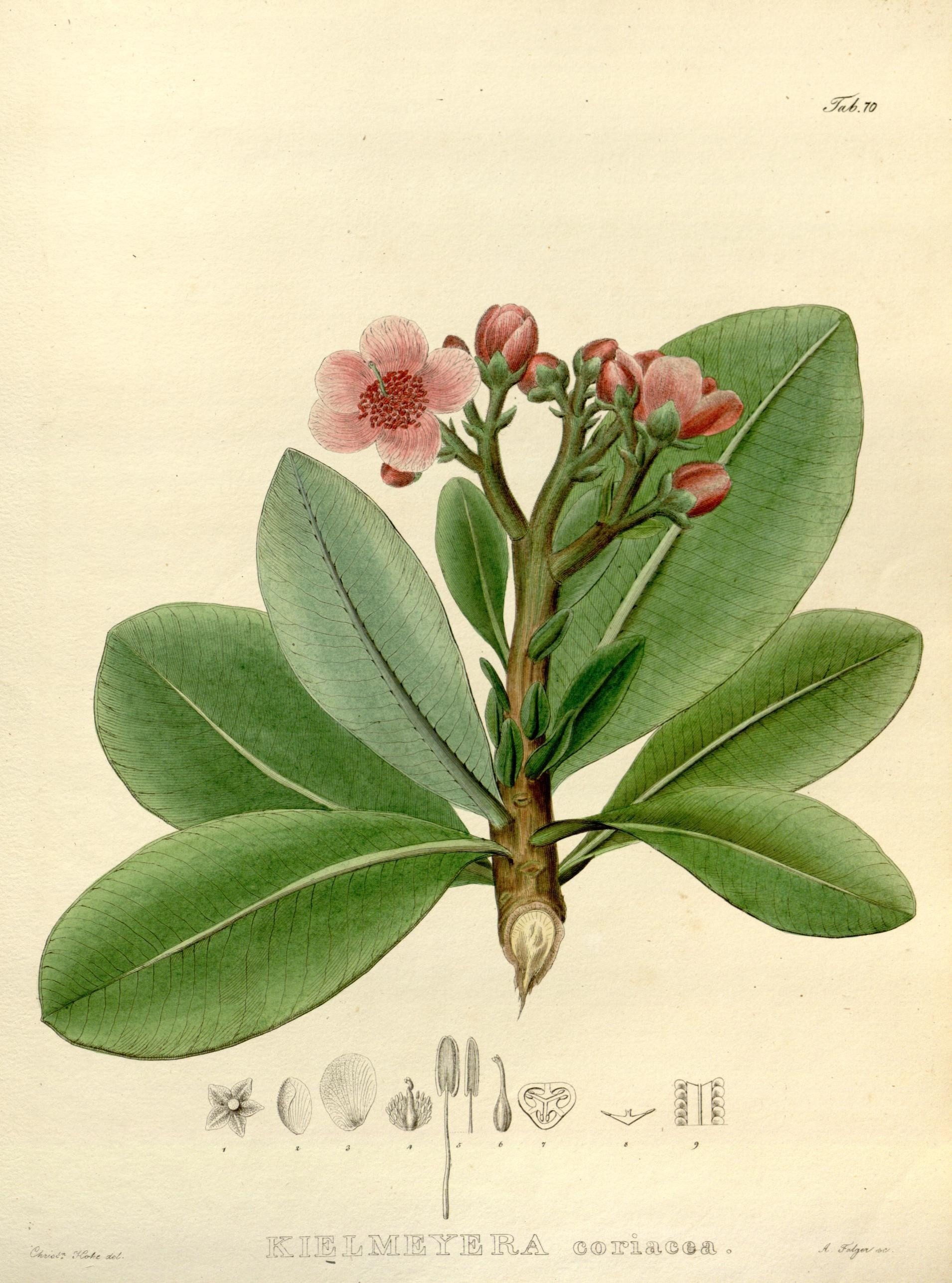
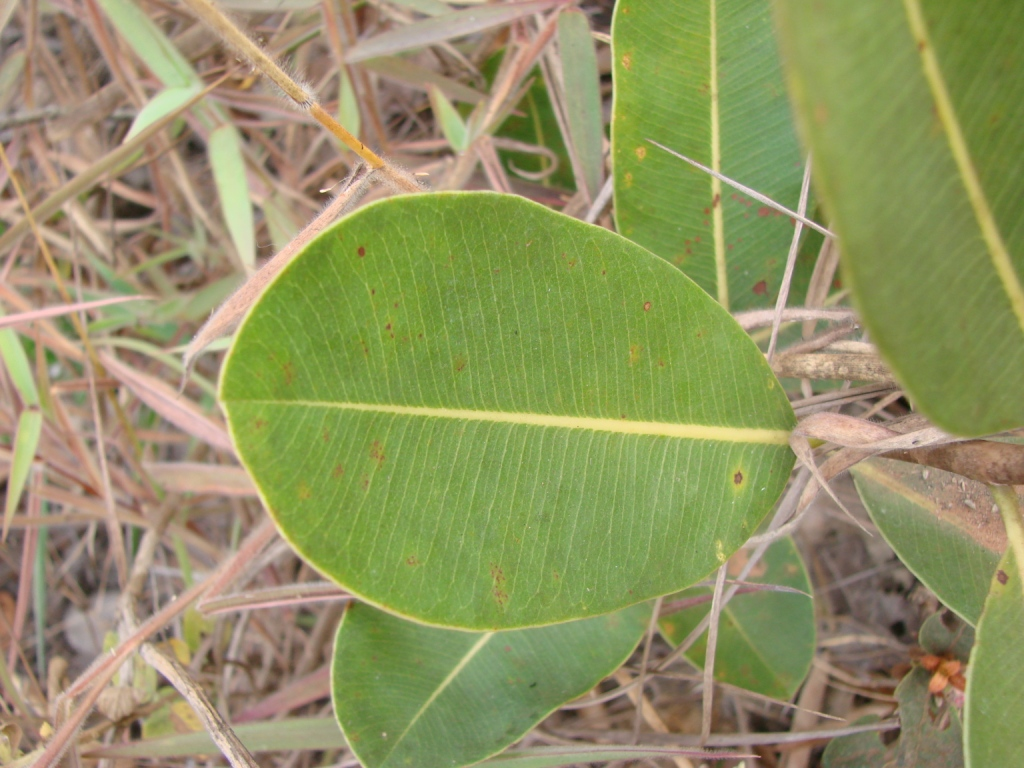